# Фран Клаф
Фран Клаф (англ. Fran Clough; нар. 1 листопада 1962, Віган, Англія) - колишній англійський регбіст; зазвичай грав на позиції центрального. 

## Спортивні досягнення
Турнір п'яти націй:
- Учасник: 1986

Чемпіонат світу з регбі:
- Учасник: 1987